# Estadio Pod Goricom
El estadio Pod Goricom es un estadio de fútbol ubicado en la ciudad de Podgorica, capital de Montenegro. El recinto fue inaugurado en 1945 y posee una capacidad para aproximadamente 15 200 espectadores. Es utilizado por la selección de fútbol de Montenegro y por el club Budućnost Podgorica de la Primera División de Montenegro.
El estadio también se usa para la disputa de los encuentros de competiciones europeas de los demás equipos montenegrinos, ya que es el único que reúne las condiciones exigidas por la UEFA. El estadio se quemó completamente durante la década de 1950, pero más tarde fue reconstruido.